# Medan staden sover
Medan staden sover är en svensk dramafilm från 1950 i regi av Lars-Eric Kjellgren. Den är en filmatisering av Per Anders Fogelströms roman Ligister som utkom 1949.

## Handling
Ett gäng ungdomar gör inbrott i en villa för att skaffa sig pengar. Polisen kommer dit och arresterar alla utom Jompa, ledare för gänget, och "Knatten" som lyckas fly. Jompa har även en flickvän, Iris, som gärna ser att Jompa styr in sig på mer hederliga banor.

## Om filmen
Filmen gjordes efter en idé av Ingmar Bergman, och trots att hans medverkan i tillblivelsen av filmen var liten så utformade han bland annat en av rollfigurerna i filmen – Jompa. Filmen hade premiär i Stockholm 8 september 1950. Den har också visats på SVT.

## Rollista (urval)
- Sven-Eric Gamble - "Jompa"
- Inga Landgré - Iris Lindström, hans flickvän
- Adolf Jahr - Iris far
- Elof Ahrle - verkmästaren på Svea Bilservice
- John Elfström - Jompas far
- Hilding Gavle - hälaren
- Carl Ström - portvakten
- Ulf Palme - Kalle Lund
- Barbro Hiort af Ornäs - "Rutan"
- Märta Dorff - Greta, Iris mor
- Ilse-Nore Tromm - Jompas mor
- Ulla Smidje - Jompas syster
- Hans Sundberg - "Knatten" Gustafsson
- Arne Ragneborn - Richard "Sune" Sundberg
- Lennart Lundh - Gunnar "Slampen" Lindström, Iris bror
- Hans Dahlberg - Sven Erik "Lång-Sam" Samuelsson
- Åke Hylén - Per "Pekå" Knutsson
- Harriet Andersson - Elsie (ej krediterad)
- Mona Geijer-Falkner - fritidsgårdens föreståndarinna (ej krediterad)

## DVD
Filmen gavs ut på DVD 2017.